# Opéra de Yu

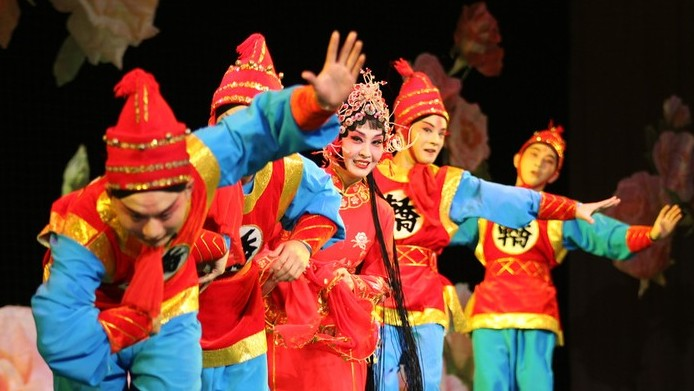
Yuju

L’opéra de Yu  (mandarin simplifié:豫剧; mandarin traditionnel: 豫劇; Pinyin: Yùjù) est un genre de spectacle, né à la fin du 18e, combinant musique, danse acrobatique, théâtre et costumes flamboyants et faisant le récit d'histoires tirées du passé historique et du folklore chinois. 